# Академія Повітряних сил США
Академія Повітряних сил США (англ. United States Air Force Academy, USAFA) — вищий військовий навчальний заклад Повітряних сил Сполучених Штатів Америки, що розташований на північ від Колорадо-Спрінгс, штат Колорадо. Академія готує курсантів для подальшого проходження служби в офіцерському корпусі Повітряних та Космічних сил США. Це наймолодша з п'яти федеральних військових академій, перший клас випустився 63 роки тому, в 1959 році, але є третьою за старшинством. Випускники чотирирічної програми підготовки в Академії отримують ступінь бакалавра наук і призначаються на посади других лейтенантів ПС або КС США. Академія також є однією з найбільших туристичних визначних пам'яток Колорадо, щороку привертає близько мільйона відвідувачів.
Набір до Академії є дуже конкурентним, кандидатури на вступ у вищий військовий заклад розподіляються порівну між округами Конгресу. Останні вступні класи мали близько 1200 курсантів; з 2012 року близько 20 % кожного нового набору не закінчують ВНЗ. Під час перебування в Академії курсанти отримують навчання, проживання та харчування, а також щомісячну стипендію, що оплачується ПС. У перший день навчання у другому класі кадети зобов'язуються відслужити кілька років офіцерами у лавах Повітряних або Космічних сил. Особи, які не закінчили навчання після цього моменту, продовжують проходження служби на посадах рядового та сержантського складу або оплачують повну вартість навчання. Зобов'язання зазвичай складаються з п'яти років дійсної служби та трьох років у запасі, хоча воно змінюється залежно від коду спеціальності ПС випускника.
Програма в академії базується на кредо ПС «Чесність перш за все, служіння перед самим собою та досконалість у всьому, що ми робимо» і основана на чотирьох «стовпах досконалості»: військова підготовка, наука, легка атлетика та розвиток характеру. На додаток до суворого режиму військової підготовки, курсанти також проходять широке академічне навантаження за курсом за розширеною основною програмою з інженерних, гуманітарних, соціальних, фундаментальних, військових наук і фізичного виховання. Усі курсанти беруть участь у міжуніверситетських або очних змаганнях з легкої атлетики, а ретельний навчальний підхід до розвитку характеру та лідерських якостей забезпечує курсантам базис майбутнього офіцера. Кожен із компонентів програми має на меті дати курсантам навички та знання, які їм знадобляться для успіху в ролі офіцера.